# Kurt Calleja
Kurt Calleja (nacido el 5 de mayo de 1989) es un cantante maltés que representó a Malta en el Festival de la Canción de Eurovisión 2012 que se celebró en Bakú, Azerbaiyán.

## Eurovisión
Kurt Calleja ha participado tres veces en la selección nacional maltesa para Eurovisión, consiguiendo ganar al tercer intento en el año 2012.

### The GO Malta EuroSong 2010
En 2010, Kurt Calleja participó junto a Priscilla Psaila y con la canción "Waterfall" (Cascada) en The GO Malta EuroSong 2010, el programa de la televisión de Malta para seleccionar al representante del país en Eurovisión. La canción consiguió clasificarse en su semifinal. Sin embargo, terminó en 12 ª posición con 19 puntos en la final.

### Malta Eurosong 2011
En 2011, Kurt Calleja participó de nuevo en la selección nacional maltesa, Malta Eurosong 2011, para intentar ser elegido representante de su país en el Festival de Eurovisión. Su canción "Over and Over" se clasificó para la final, terminando en tercer lugar con 69 puntos.

### Festival de Eurovisión 2012
El 4 de febrero de 2012, Kurt Calleja consiguió por fin después de tres intentos ganar en el Malta Eurosong 2012, la final nacional maltesa para seleccionar representante en Eurovisión; y logró estar en Bakú representando a Malta en el Festival de la Canción de Eurovisión 2012 con la canción "This is the Night". Consiguió entrar a la final del certamen siendo el participante n°21 y alcanzó los 41 puntos (8 de Azerbaiyán, 7 de Lituania, 7 de Ucrania, 6 de Serbia, 5 de Inglaterra, 3 de Bielorrusia, 2 de San Marino, 2 de Turquía y 1 de República de Macedonia) ubicándose así en el puesto n°21 por debajo de Islandia.

## Discografía
Esta es la lista de singles de Kurt Calleja:
- 2010 - "Waterfall" (junto a Priscilla Psaila)
- 2011 - "Over and Over"
- 2012 - "This is The Night"
- 2012 - "Boomerang"
- 2013 - "Leap Of Faith"